# Éditions Fourbis
Les Éditions Fourbis sont une maison d'édition française, fondée en 1986 à Paris par Jean-Pierre Boyer et spécialisée dans la poésie contemporaine, la philosophie et les écrits sur l'art. En 2006, elles cessent leurs publications lorsque Jean-Pierre Boyer les poursuit par les éditions Farrago.

## Auteurs du catalogue
- Anne-Marie Albiach
- Georges Bataille
- Alain Borer
- Louis Calaferte
- Giorgio Caproni
- Constantin Cavafy
- Jean Daive
- Florence Delay
- Henri Deluy
- André du Bouchet
- Jacques Dupin
- Antoine Emaz
- Jean-Michel Espitallier
- Claude Esteban
- Jean-Pierre Faye
- Jean Frémon
- Roger Giroux
- Heinrich Heine
- Youssef Ishaghpour
- Edmond Jabès
- Charles Juliet
- Michel Leiris
- Ossip Mandelstam
- Francis Marmande
- Dionys Mascolo
- Philippe Mikriammos
- Sandra Moussempès
- Gérard de Nerval
- Jean-Michel Reynard
- Georges Ribemont-Dessaignes
- Rainer Maria Rilke
- Denis Roche
- Jean-Luc Sarré
- Jean Tortel
- Marina Tsvétaïéva
- Keith Waldrop